# Humza Yousaf
Humza Haroon Yousaf (Glasgow, 7 de abril de 1985) es un político británico que se desempeñó como Ministro principal de Escocia desde marzo de 2023 hasta mayo de 2024. Previamente ocupó el cargo de Secretario del Gabinete de Salud y Atención Social de 2021 a 2023. Es el primer ministro del gabinete musulmán y no blanco del gobierno escocés. Miembro del Partido Nacional Escocés (SNP), ha sido miembro del Parlamento escocés (MSP) por Glasgow Pollok desde 2016, y anteriormente representó a la región de Glasgow de 2011 a 2016. El 18 de febrero de 2023, Yousaf declaró su candidatura para el liderazgo del SNP y Ministro principal de Escocia.
Nacido y criado en Glasgow, Yousaf asistió a la Universidad de Glasgow, donde obtuvo una maestría en política en 2007. Después de graduarse, trabajó como asistente parlamentario de Bashir Ahmad, el primer MSP musulmán, hasta su muerte dos años después. Yousaf pasó a trabajar para el primer ministro Alex Salmond y la vice primera ministra Nicola Sturgeon, antes de ser elegido miembro del Parlamento escocés en 2011. Al año siguiente, Yousaf fue nombrado ministro de Asuntos Exteriores y Desarrollo Internacional bajo el gobierno de Salmond. Cuando Sturgeon sucedió a Salmond como Primer Ministro en 2014, ella lo nombró Ministro de Europa y Desarrollo Internacional, antes de nombrarlo Ministro de Transporte y las Islas en 2016. Como parte de una reorganización más amplia del gabinete de la segunda administración de Sturgeon, nombró a Yousaf para el Gabinete escocés como Secretario de Justicia. En 2021, en medio de la pandemia de COVID-19 en Escocia, fue nombrado Secretario de Salud, con la responsabilidad del programa de vacunación de COVID-19 y la recuperación del NHS.
Tras el anuncio de la intención de Sturgeon de dimitir como líder del SNP y Primer Ministro de Escocia, Yousaf declaró su candidatura para las elecciones de liderazgo de 2023.
Anunció su intención de dimitir como primer ministro y líder del partido en abril de 2024.

## Primeros años
Humza Haroon Yousaf nació en Glasgow el 7 de abril de 1985. Su padre, Muzaffar Yousaf, nació en Mian Channu, Punyab, Pakistán, y emigró a Glasgow con su familia en 1962, y finalmente trabajó como contador. Su madre, Shaaista Bhutta, nació en Kenia en una familia de ascendencia del sur de Asia que luego emigró a Escocia. Su abuelo paterno trabajaba en la fábrica de máquinas de coser Singer en Clydebank en la década de 1960.
Desde temprana edad, Yousaf estuvo involucrado en el trabajo comunitario, desde organizaciones juveniles hasta recaudación de fondos para organizaciones benéficas. Fue el portavoz de medios voluntario de la organización benéfica Islamic Relief, trabajó para la radio comunitaria durante doce años y en un proyecto que proporcionó paquetes de alimentos a personas sin hogar y solicitantes de asilo en Glasgow.
Yousaf recibió una educación privada en Hutchesons' Grammar School, una escuela independiente en Glasgow, donde sus lecciones de Estudios Modernos lo inspiraron a involucrarse en la política. Estudió Política en la Universidad de Glasgow y se graduó con una maestría en 2007. Mientras estaba en la universidad, Yousaf fue presidente de la Asociación de Estudiantes Musulmanes de la Universidad de Glasgow, así como una figura destacada involucrada en la política estudiantil en el Consejo Representativo de Estudiantes.
En 2006, Yousaf trabajó en un centro de llamadas de O2, antes de trabajar como asistente parlamentario de Bashir Ahmad, desde la elección de Ahmad como el primer MSP musulmán de Escocia en 2007 hasta la muerte de Ahmad dos años después. Ahmad fue una influencia personal. Yousaf luego trabajó como asistente parlamentario para algunos otros MSP, incluidos Anne McLaughlin, Nicola Sturgeon y Alex Salmond, quien era entonces Primer Ministro. Antes de su elección al Parlamento escocés, trabajó en la sede del SNP como oficial de comunicaciones.
En 2008, mientras trabajaba como asistente, Yousaf participó en el Programa de Liderazgo para Visitantes Internacionales, un intercambio profesional dirigido por el Departamento de Estado de los Estados Unidos. Fue galardonado con la "Fuerza futura de la política" en los Premios Étnicos de la Minoría Escocesa Joven en 2009, que se le entregó en las Cámaras de la Ciudad de Glasgow.

## Puntos de vista políticos
Yousaf ha sido descrito como socialmente progresista. Es un leal a Sturgeon y está a favor de continuar con sus políticas socialmente progresistas.
Como miembro del SNP, un partido independentista pro-escocés, Yousaf votó 'Sí' en el referéndum de independencia de 2014. A pesar de que la mayoría de los escoceses votaron para seguir siendo parte del Reino Unido, ha apoyado los intentos de un segundo referéndum. Yousaf ha expresado su preocupación sobre el uso de las próximas elecciones generales del Reino Unido como un referéndum de facto, ya que no permitiría votar a los jóvenes de 16 y 17 años. También cree que solo se debe realizar otro referéndum si hay un claro apoyo público, afirmando que "no es suficiente tener encuestas que pongan el apoyo a la independencia en un 50 por ciento o un 51 por ciento".
Yousaf está "firmemente comprometido con la igualdad para todos" y ha apoyado abiertamente el matrimonio entre personas del mismo sexo y las reformas de género para las personas transexuales. En 2014, estuvo ausente de la votación final de la Ley de Matrimonio y Unión Civil (Escocia) de 2014 debido a un compromiso ministerial, aunque votó a favor del proyecto de ley en etapas anteriores. También votó a favor del Proyecto de Ley de Reforma del Reconocimiento de Género (Escocia).

## Vida privada
Yousaf estuvo casado con la extrabajadora de SNP, Gail Lythgoe, de 2010 a 2016. En 2019, se casó con la psicoterapeuta Nadia El-Nakla y tiene un hijo y un hijastro.
En noviembre de 2016, Yousaf fue multado con £300 y se le agregaron seis puntos de penalización a su licencia de conducir, luego de que la policía lo atrapara conduciendo el automóvil de un amigo sin estar asegurado para conducirlo. Yousaf aceptó toda la responsabilidad y dijo: "Acepto totalmente la decisión. Pagué la multa y les dije a mis aseguradoras sobre los puntos. Esto fue un error honesto y el resultado de mis circunstancias personales durante mi separación".
Él y su segunda esposa dijeron sufrir un supuesto caso de discriminación que luego fue descartado como un problema por motivos técnicos en la política de admisión de una guardería infantil de Dundee, que había rechazado a su hijo. Se determinó que se trataba de cuestiones administrativas y no de discriminación.